# Anderson Santamaría
Anderson Santamaría (nascido em 10 de janeiro de 1992) é um jogador peruano de futebol que joga pelo Atlas.

## Carreira
Foi convocado para defender a Seleção Peruana de Futebol na Copa do Mundo de 2018.